# جلكى ألاسكية
جلكى ألاسكية (الاسم العلمي: Lampetra alaskensis) هي نوع من الحيوانات المائية يتبع جنس جلكى لاحسة الحجر من فصيلة الجلكية.